# Sandfors
Sandfors is een plaats in de gemeente Skellefteå in het landschap Västerbotten en de provincie Västerbottens län in Zweden. De plaats heeft 104 inwoners (2005) en een oppervlakte van 22 hectare. De plaats ligt aan de rivier de Kågeälven.